# جرذ كنغري فيليبسي
جرذ كنغري فيليبسي (الاسم العلمي: Dipodomys phillipsii) (بالإنجليزية: Phillips’s Kangaroo Rat)‏ هو نوع من الحيوانات يتبع جنس الجرذ الكنغري من فصيلة الفئران المتغايرة.